# Keiichi Sugiyama
Pour les articles homonymes, voir Sugiyama.
Keiichi Sugiyama (杉山慶一) est un réalisateur japonais né le 1er janvier 1965. Il est notamment le réalisateur de Origine. Il a aussi travaillé sur les épisodes spéciaux de City Hunter (Nicky Larson), sur la série très populaire Macross (Robotech), et a dirigé un épisode de Neon Genesis Evangelion, parmi d’innombrables autres travaux. Il a aussi composé de nombreuses musiques pour des jeux vidéo.

## Filmographie

### Réalisateur
- 1995 : Neon Genesis Evangelion (新世紀エヴァンゲリオン, Shin Seiki Evangerion?, littéralement « L'Évangile du Nouveau Siècle ») (série télévisée d'animation), 2 épisodes
- 2006 : Origine (銀色の髪のアギト, Gin-iro no kami no Agito?, littéralement « Agito aux cheveux d'argent ») (film d'animation)
- 2010 : Halo Legends (courts métrages d'animation), épisode Origines, partie II
- 2011 : Sekai-ichi hatsukoi (世界一初恋?, littéralement « Mon premier meilleur grand amour ») (série télévisée d'animation), 2 épisodes